# 安哈特-貝恩堡-紹姆堡-霍伊姆的伊達
安哈特-貝恩堡-紹姆堡-霍伊姆的伊達（德語：Ida von Anhalt-Bernburg-Schaumburg-Hoym，1804年3月10日—1828年3月31日），歐登堡大公世子夫人，安哈特-貝恩堡-紹姆堡-霍伊姆親王維克多二世的女兒。
1825年，伊達與歐登堡的奧古斯特結婚，兩人的獨子彼得於1827年出生。隔年伊達去世，年僅24歲。